# 微軟系统中心配置管理器
微軟系统中心配置管理器（Microsoft System Center Configuration Manager，英文縮寫SCCM，也称为ConfigMgr），舊名系统管理服务（Systems Management Server，英文縮寫SMS），是由Microsoft开发的系統管理软件，可以用于管理运行Windows NT、Windows Embedded、macOS（OS X）、Linux或UNIX等系統的電腦以及運行Windows Phone、Symbian、iOS和Android等系統的移动設備。SCCM提供远程控制，补丁程序管理，软件分发，操作系统部署，网络访问保护以及羅列硬件和软件詳細信息等功能。SMS最初發布於1994年，2007年更名為SCCM。

## 另見
- Microsoft Servers
- 配置管理
- Windows Server更新服务

## 外部鏈接
- System Center 2016 – Datacenter Management | Microsoft （页面存档备份，存于）